# Ербах (род)
Ербахите (на немски: Grafen von Erbach) са много стари благородници от Рейнските франки, които от 1532 до 1806 г. са имперски графове и управляват графство Ербах. Линии на фамилията живеят до днес в дворец Ербах и дворец Фюрстенау в Оденвалд.
Прародител на графския род е Айнхард, хронистът на Карл Велики. Родът на господарите на Ербах е споменат за пръв път в документ през 1148 г. с фогт Еберхард I фон Ербах. Към края на 12 век се създава замък в Ербах в Оденвалд. През 1270 г. е първото разделяне на Ербахите на линиите:
- Стара линия Ербах-Ербах (до 1503)
- Средна линия Ербах-Райхенберг (Фюрстенау)
- Млада линия Ербах-Михелщат (до 1531)

## Графство Ербах
През 1532 г. графът на Ербах е издигнат на имперски граф.
През 1800 г. графството има територия ок. 526 км² с ок. 33 000 жители. През 1806 г. голяма част от графството попада във Велико херцогство Хесен, остатъкът в Кралство Бавария.